# Rudolph Quidde

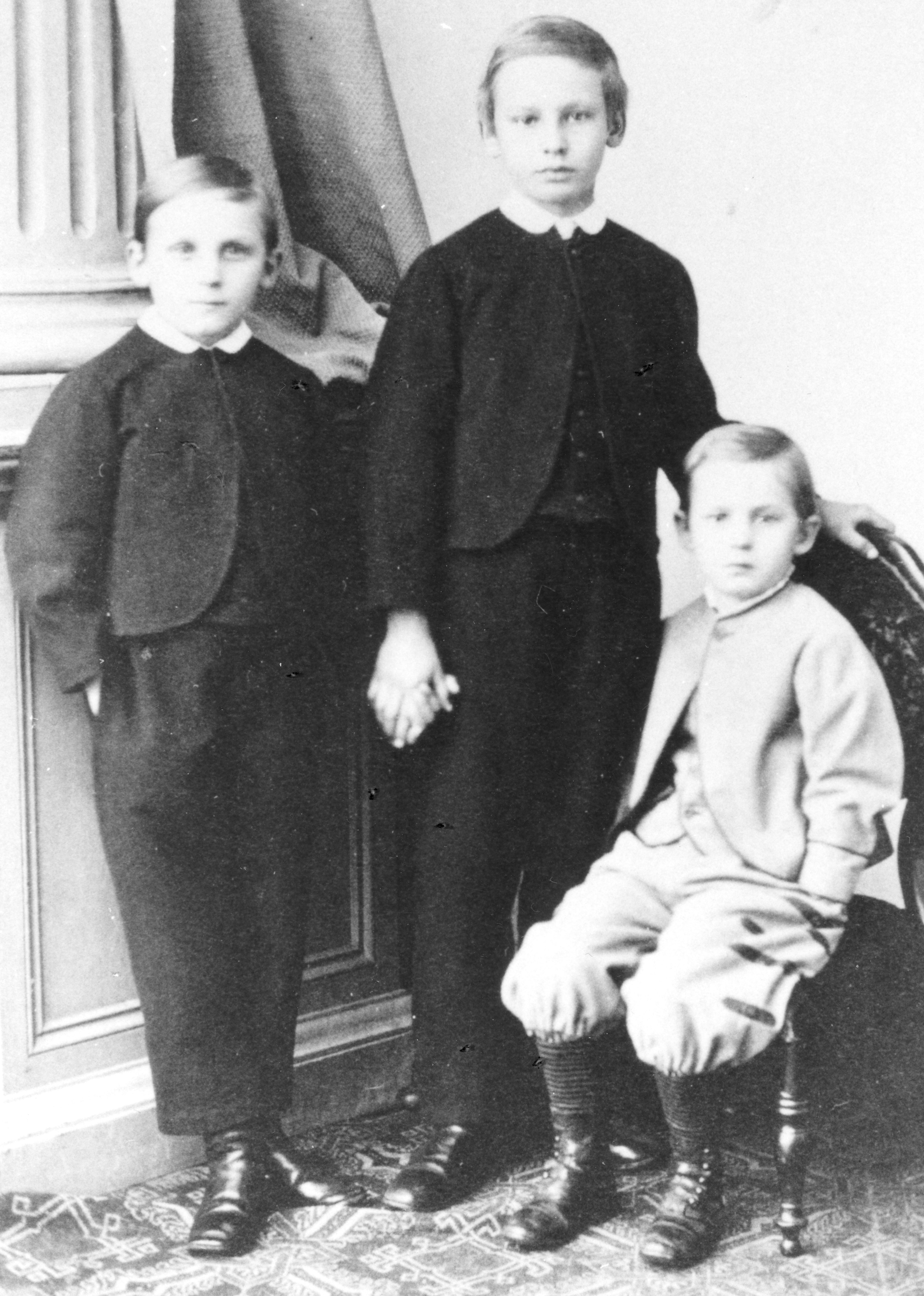
Rudolph Quidde (r.) mit seinen Brüdern Georg (l.) und Ludwig Quidde, 1867

Rudolph Emil Quidde (auch Rudolf Quidde; * 30. Dezember 1861 in Bremen; † 20. November 1942 in Bremen) war ein deutscher Jurist, Politiker und Präsident der Bremischen Bürgerschaft.

## Biografie
Rudolph Quidde war der Sohn des wohlhabenden Kaufmanns Ludwig August Quidde und seiner Frau Anna Adelheid Quidde, geborene Cassebohm. Der Historiker, Publizist, Pazifist und Träger des Friedensnobelpreises Ludwig Quidde (1858–1941) war sein Bruder.
Er besuchte das Handelsgymnasium und das Alte Gymnasium in Bremen. Von 1881 bis 1885 studierte er Rechtswissenschaften an der Universität Heidelberg und der Universität Göttingen und promovierte in Göttingen zum Dr. jur. Ab 1889 führte er eine Rechtsanwaltspraxis in Bremen. Für die Kirche St. Ansgarii wirkte er zudem von 1890 bis 1897 als Diakon und von 1901 bis 1923 als Kirchenbauherr. Von 1896 bis 1902 war er Richter am Amtsgericht in Bremen. 
1902 wurde Quidde als Vertreter der 1. Klasse Mitglied der Bremischen Bürgerschaft. Er war von 1904 bis 1907 Schriftführer, von 1908 bis 1910 Vizepräsident und von 1911 bis 1918 Präsident der Bürgerschaft. 
Weiterhin war er in dieser Zeit ehrenamtlich unter anderem im Verwaltungsrat der Sparkasse Bremen, 1903 Gründungsmitglied des Verkehrsvereins Bremen und Vorsitzender eines Vereins für die Ausbildung von Krankenpflegerinnen.  
Am Ende des Ersten Weltkriegs, in der Frühzeit der Bremer Räterepublik, führte er im sogenannten „Bürgerausschuss“ das Lager der bürgerlichen und liberalen Gegner einer Revolution an. Ab dem 9. Dezember 1918 übernahm diese Aufgabe Adolf Vinnen.
Quidde war von 1922 bis 1933 wieder als Richter tätig. Er war verstärkt für die Bremische Evangelische Kirche (BEK) aktiv. 1920 wurde er Vizepräsident und von 1932 bis 1933 Präsident des Kirchenausschusses der BEK. Die Nationalsozialisten erzwangen die Auflösung des Kirchenausschusses. Er wurde im August 1933 vom Kirchentag zum Vorsitzenden des Rechtshofes der BEK gewählt; ein Amt, das er auf Druck der Machthaber jedoch im Januar 1934 wieder aufgeben musste.